# オルソ・コルビーノ

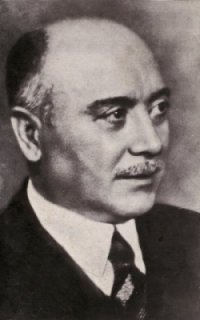
Orso Mario Corbino, 1920-1937

オルソ・コルビーノ（Orso Mario Corbino, 1876年4月30日 - 1937年1月23日）はイタリアの物理学者である。磁気光学効果のひとつであるコルビーノ効果（マカルーソ＝コルビーノ効果）に名前が残っている。ローマ大学の最初の理論物理学の教授となり、ローマ大学に原子核分野でエンリコ・フェルミらの活躍する基礎をつくった。
シチリアのアウグスタに生まれた。パレルモ大学を1896年に卒業した。1898年にマカルーソと磁場中のナトリウム蒸気を通過する光の偏光面が変化するマカルーソ＝コルビーノ効果を発見した。1905年にメッシーナ大学の、1908年にローマ大学の物理学の教授になった。1914年から1919年までイタリア科学アカデミーの会長になった。1921年に教育大臣、ムッソリーニ政権で1923年から1924年の間、経済大臣になった。